# Олександрівка (заповідне урочище)
Олекса́ндрівка  — лісове заповідне урочище в Україні. Об'єкт природно-заповідного фонду Рівненської області. 
Розташоване в межах Дубенський району Рівненської області, на території колишньої Малосадівської сільської ради, що тепер входить до складу Привільненської ТГ, поблизу зниклого села  Олександрівка.
Площа 103 га. Статус надано згідно з рішенням облвиконкому від 22.11.1983 року № 343. Землекористувач — Мирогощанське лісництво ДП «Дубенський лісгосп» (квартали 25-26, крім 10-го виділу). 
В урочищі гніздяться припутень, сойка, дятел звичайний, соловейко східний, шпак звичайний, чапля сіра, яка має тут гніздову колонію. З ссавців трапляються кріт європейський, кабан звичайний, борсук (занесений до Червоної книги України).